# ليونز تويلف
ليونز تويلف، هو نادي كرة قدم سنغافوري. تأسس في 2011 وحل في 2015. كان يلعب في دوري السوبر الماليزي، وظل في كل تاريخه في المستويات الممتازة في كرة القدم الماليزية. ملعب الفريق هو ملعب جالان بيسار الذي يتسع لـ8000 مقعد، وكان يستضيف فيه مبارياته منذ تأسيسه.